# Macrobrachium
Macrobrachium é um género de camarão de água doce da família Palaemonidae que se caracteriza pela presença de uma ampliação extrema do segundo par de pereiópodes, pelo menos no macho.

## Descrição
Os camarões do género Macrobrachiun caracterizam-se por apresentar o rostro bem desenvolvido, comprimido e com dentes ou dentículos. As mandíbulas apresentam palpos de três artículos, o dáctilo dos últimos três pares de pereiópodes é simples, o segundo par de pereiópodes é bem desenvolvido e o télson apresenta dois pares de espinhos sobre a margem posterior.
O género Macrobrachium apresenta uma ampla distribuição natural nas regiões tropicais e subtropicais de todos os continentes, sendo mais comum nas Américas e na Ásia.
É comum utilizar espécies deste género como animais de aquário. Algumas espécies apresentam valor económico desde do ponto de vista pesqueiro são tradicionalmente consumidas desde tempos remotos em muitos países.
Apesar da cultura de Macrobrachium corresponder apenas a cerca de 5% da produção camaroeira mundial, tem importância considerável no Sueste Asiático, sendo contudo pouco utilizado na América Latina.

## Espécies
O género Macrobrachium é constituído pelas seguintes espécies:
| - Macrobrachium acanthochirus F. Villalobos, 1967 - Macrobrachium acanthurus (Wiegmann, 1836) - Macrobrachium acherontium Holthuis, 1977 - Macrobrachium aemulum (Nobili, 1906) - Macrobrachium agwi Klotz, 2008 - Macrobrachium ahkowi Chong & Khoo, 1987 - Macrobrachium amazonicum (Heller, 1862) - Macrobrachium americanum Spence]] Bate, 1868 | - Macrobrachium grandimanus (Randall, 1840) - Macrobrachium gua Chong, 1989 - Macrobrachium guangxiense Liang & Yan, 1981 - Macrobrachium gurudeve Jayachandran & Raji, 2005 - Macrobrachium hainanense (Parisi, 1919) - Macrobrachium hancocki Holthuis, 1950 - Macrobrachium handschini (Roux, 1933) - Macrobrachium hendersodayanum (Tiwari, 1952) - Macrobrachium hendersoni (De Man, 1906) - Macrobrachium heterochirus (Wiegmann, 1836) - Macrobrachium heterorhynchos Guo & He, 2008 - Macrobrachium hildebrandti (Hilgendorf, 1893) - Macrobrachium hirsutimanus (Tiwari, 1952) - Macrobrachium hirtimanus (Olivier, 1811) - Macrobrachium hobbsi Villalobos Hiriart & Natees Rodríguez, 1990 - Macrobrachium holthuisi Genofre & Lobão, 1978 - Macrobrachium horstii (De Man, 1892) - Macrobrachium idae (Heller, 1862) - Macrobrachium iheringi (Ortmann, 1897) - Macrobrachium inca Holthuis, 1950 - Macrobrachium indicum Jayachandran & Joseph, 1986 - Macrobrachium inflatum Liang & Yan, 1985 - Macrobrachium inpa Kensley & Walker, 1982 - Macrobrachium insulare (Parisi, 1919) - Macrobrachium jacobsoni Holthuis, 1950 - Macrobrachium japonicum (De Haan, 1849) - Macrobrachium jaroense (Cowles, 1914) - Macrobrachium jayasreei Jayachandran & Raji, 2005 - Macrobrachium jelskii (Miers, 1877) - Macrobrachium jiangxiense Liang & Yan, 1985 - Macrobrachium johnsoni Ravindranath, 1979 - Macrobrachium joppae Holthuis, 1950 - Macrobrachium kelianense Wowor & Short, 2007 - Macrobrachium kempi (Tiwari, 1949) - Macrobrachium kistnense (Tiwari, 1952) - Macrobrachium kiukianense (Yu, 1931) - Macrobrachium koombooloomba Short, 2004 - Macrobrachium kulkarnii Almelkar & Sankolli, 2006 - Macrobrachium kunjuramani Jayachandran & Raji, 2005 - Macrobrachium lanatum Cai & Ng, 2002 - Macrobrachium lanceifrons (Dana, 1852) - Macrobrachium lanchesteri (De Man, 1911) - Macrobrachium lar (Fabricius, 1798) - Macrobrachium latidactylus (Thallwitz, 1891) - Macrobrachium latimanus (von Martens, 1868) - Macrobrachium lepidactyloides (De Man, 1892) - Macrobrachium lepidactylus (Hilgendorf, 1879) - Macrobrachium leptodactylus (De Man, 1892) - Macrobrachium leucodactylus Wowor & Choy, 2001 - Macrobrachium lingyunense J. Li, Cai & Clarke, 2006 - Macrobrachium lopopodus Wowor & Choy, 2001 - Macrobrachium lorentzi (Roux, 1921) - Macrobrachium lucifugum Holthuis, 1974 - Macrobrachium lujae (De Man, 1912) - Macrobrachium macrobrachion (Herklots, 1851) - Macrobrachium maculatum Liang & Yan, 1980 - Macrobrachium madhusoodani Unnikrishnan, P. M. Pillai & Jayachandran, 2011 - Macrobrachium malayanum (Roux, 1935) - Macrobrachium mammillodactylus (Thallwitz, 1892) - Macrobrachium manipurense (Tiwari, 1952) - Macrobrachium manningi Pereira & Lasso, 2007 - Macrobrachium meridionale Liang & Yan, 1983 - Macrobrachium michoacanus Villalobos Hiriart & Nates Rodríguez, 1990 - Macrobrachium microps Holthuis, 1978 - Macrobrachium mieni Đăng, 1975 - Macrobrachium minutum (Roux, 1917) - Macrobrachium miyakoense Komai & Fujita, 2005 - Macrobrachium moorei (Calman, 1899) - Macrobrachium naso (Kemp, 1918) - Macrobrachium nattereri (Heller, 1862) - Macrobrachium natulorum Holthuis, 1984 - Macrobrachium neglectum (De Man, 1905) - Macrobrachium nepalense Kamita, 1974 - Macrobrachium niloticum (Roux, 1833) - Macrobrachium niphanae Shokita & Takeda, 1989 - Macrobrachium nipponense (De Haan, 1849) - Macrobrachium nobilii (Henderson & Matthai, 1910) - Macrobrachium novaehollandiae (De Man, 1908) - Macrobrachium occidentale Holthuis, 1950 - Macrobrachium oenone (De Man, 1902) - Macrobrachium ohione (Smith, 1874) - Macrobrachium olfersii (Wiegmann, 1836) | - Macrobrachium oxyphilus Ng, 1992 - Macrobrachium panamense Rathbun, 1912 - Macrobrachium patheinense Phone & Suzuki, 2004 - Macrobrachium patsa (Coutière, 1899) - Macrobrachium pectinatum S. Pereira, 1986 - Macrobrachium peguense (Tiwari, 1952) - Macrobrachium pentazona He, Gao & Guo, 2009 - Macrobrachium petersii (Hilgendorf, 1879) - Macrobrachium petiti (Roux, 1934) - Macrobrachium petronioi Melo, Lobão & Fernandes, 1986 - Macrobrachium pilimanus (De Man, 1879) - Macrobrachium pilosum Cai & Dai, 1999 - Macrobrachium placidulum (De Man, 1892) - Macrobrachium placidum (De Man, 1892) - Macrobrachium platycheles Ou & Yeo, 1995 - Macrobrachium platyrostris (Tiwari, 1952) - Macrobrachium poeti Holthuis, 1984 - Macrobrachium potiuna (Müller, 1880) - Macrobrachium praecox (Roux, 1928) - Macrobrachium pumilum S. Pereira, 1986 - Macrobrachium purpureamanus Wowor, 1999 - Macrobrachium quelchi (De Man, 1900) - Macrobrachium raridens (Hilgendorf, 1893) - Macrobrachium rathbunae Holthuis, 1950 - Macrobrachium reyesi S. Pereira, 1986 - Macrobrachium rhodochir Ng, 1995 - Macrobrachium rodriguezi S. Pereira, 1986 - Macrobrachium rogersi (Tiwari, 1952) - Macrobrachium rosenbergii (De Man, 1879) - Macrobrachium rostratum X. Wang, 1997 - Macrobrachium rude (Heller, 1862) - Macrobrachium sabanus Ng, 1994 - Macrobrachium saigonense Nguyên, 2006 - Macrobrachium sankolli Jalihal & Shenoy in Jalihal, Shenoy & Sankolli, 1988 - Macrobrachium santanderensis García-Pérez & Villamizar, 2009 - Macrobrachium sbordonii Mejía-Ortiz, Baldari & López-Mejía, 2008 - Macrobrachium scabriculum (Heller, 1862) - Macrobrachium scorteccii Maccagno, 1961 - Macrobrachium shaoi Cai & Jeng, 2001 - Macrobrachium shokitai Fujino & Baba, 1973 - Macrobrachium sintangense (De Man, 1898) - Macrobrachium sirindhorn Naiyanetr, 2001 - Macrobrachium siwalikense (Tiwari, 1952) - Macrobrachium sollaudii (De Man, 1912) - Macrobrachium spinipes (Schenkel, 1902) - Macrobrachium spinosum Cai & Ng, 2001 - Macrobrachium srilankense Costa, 1979 - Macrobrachium striatum N. N. Pillai, 1991 - Macrobrachium sulcatus (Henderson & Matthai, 1910) - Macrobrachium sulcicarpale Holthuis, 1950 - Macrobrachium sundaicum (Heller, 1862) - Macrobrachium suongae Nguyên, 2003 - Macrobrachium superbum (Heller, 1862) - Macrobrachium surinamicum Holthuis, 1948 - Macrobrachium tenellum (Smith, 1871) - Macrobrachium tenuirostrum X. Wang, 1997 - Macrobrachium thai Cai, Naiyanetr & Ng, 2004 - Macrobrachium therezieni Holthuis, 1965 - Macrobrachium thuylami Nguyên, 2006 - Macrobrachium thysi Powell, 1980 - Macrobrachium tiwarii Jalihal, Shenoy & Sankolli, 1988 - Macrobrachium tolmerum Riek, 1951 - Macrobrachium totonacum Mejía, Álvarez & Hartnoll, 2003 - Macrobrachium transandicum Holthuis, 1950 - Macrobrachium tratense Cai, Naiyanetr & Ng, 2004 - Macrobrachium trichodactylum Liang, Liu & Chen in Li, Liu, Liang & Chen, 2007 - Macrobrachium tuxtlaense Villalobos & Álvarez, 1999 - Macrobrachium unikarnatakae Jalihal, Shenoy & Sankolli, 1988 - Macrobrachium urayang Wowor & Short, 2007 - Macrobrachium veliense Jayachandran & Joseph, 1985 - Macrobrachium venustum (Parisi, 1919) - Macrobrachium vicconi Román, Ortega & Mejía, 2000 - Macrobrachium vietnamiense Đăng in Đăng & B. Y. Nguyên, 1972 - Macrobrachium villalobosi H. H. Hobbs Jr., 1973 - Macrobrachium villosimanus (Tiwari, 1949) - Macrobrachium vollenhoveni (Herklots, 1857) - Macrobrachium walvanense Almelkar, Jalihal & Sankolli, 1999 - Macrobrachium wannanense Dai & Tan, 1993 - Macrobrachium weberi (De Man, 1892) - Macrobrachium yui Holthuis, 1950 - Macrobrachium zariquieyi Holthuis, 1949 |